# Land van Zwentibold

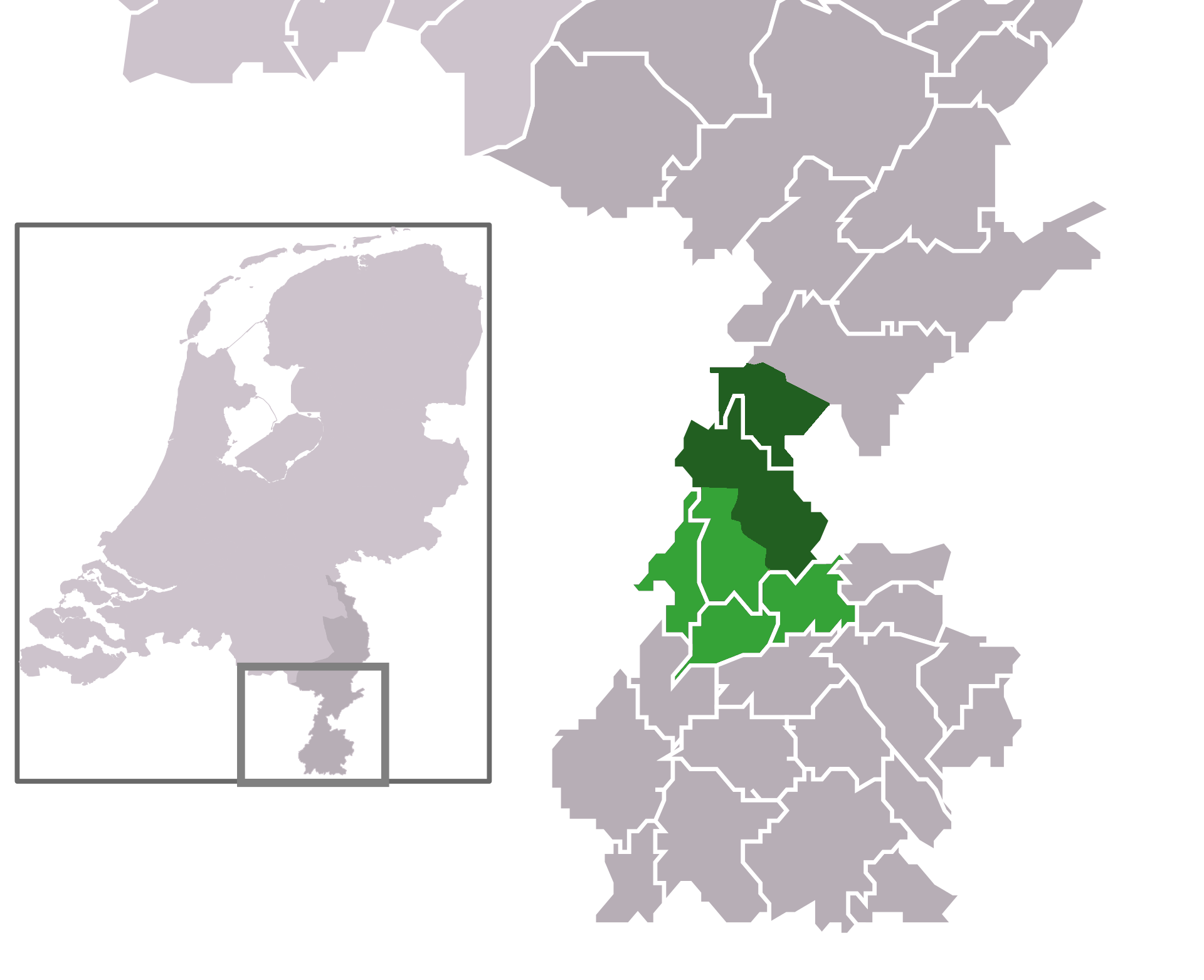
Aan het 'Land van Swentibold' en zijn koning herinnert in Nederland met name een deel van het Maasdal bij de Graetheide, de historische centrumstad Sittard, en het abdijstadje Susteren (donkergroen). De latere streek omvat tevens Geleen, Stein, Schinnen en Beek (lichtgroen).

Het Land van Swentibold / Zwentibold  is de naam die door kenners van de streekgeschiedenis gegeven is aan de omgeving van Susteren, Sittard, Born en de Graetheide. Hiermee werd verwezen naar de legendarische karolingische koning Zwentibold (ook: Swentibold, Sanderbout) van Lotharingen (895-900), die in deze omgeving ter dood is gebracht en sindsdien eeuwenlang als heilige werd vereerd. Het is geen overgeleverde streeknaam, maar hij speelt wel een rol in de regionale folklore. Het gebied grenst aan de zuidkant aan het gebied dat bekendheid kreeg als de Westelijke Mijnstreek, en valt daar gedeeltelijk mee samen.
De historische basis van deze gebiedseenheid lag niet bij Zwentibold, maar ruim vier eeuwen later, bij Jan I van Heinsberg, van Kleef-Valkenburg (*1281 – †3 maart 1356), heer van Born, Susteren en Sittard (1338-1356), welk verenigd bezit zou worden ingebracht als bruidsschat van zijn kleindochter  Odilia van Salm-Ravenstein, bij haar huwelijk met Jan III van Polanen, heer van Breda en de Leck, in 1382. 

## Land van Swentibold
De omschrijving Land van Swentibold werd rond 1960 ingevoerd als ambtelijke verwijzing naar het deelgebied van de Nederlandse provincie Limburg dat de overgang vormt tussen de traditioneel onderscheiden regio’s Midden-Limburg en Zuid-Limburg. Het omvat in hoofdzaak de huidige gemeenten Echt-Susteren en Sittard-Geleen.
- Het begrip Land van Swentibold werd door de Provincie Limburg gehanteerd in het kader van de ruil- en herverkaveling met betrekking tot de volgende elf gemeenten: Susteren, Limbricht, Roosteren, Born, Obbicht en Papenhoven, Sittard, Urmond, Grevenbicht, Nieuwstadt, Ohé en Laak en Echt, 1940-1983.[2] Een landbouw-economisch onderzoeksrapport uit 1965 droeg als titel Land van Swentibold : sociaal-economische schets van het ruilverkavelingsgebied in Zuid-Limburg.[3]
- In 1960 gingen zeven van deze toenmalige gemeenten een samenwerkingsverband aan onder de naam 'Stichting Streekontwikkeling van het Land van Swentibold': Grevenbicht, Obbicht/Papenhoven, Limbricht, Born, Susteren, Nieuwstadt en Roosteren.[4] De stichting bracht in 1962 een verkennend rapport uit.[5]
- 'IVN Born - Land van Swentibold', een afdeling van het landelijke Instituut voor natuureducatie en duurzaamheid (IVN), werd opgericht in 1967, uit zorg voor natuur en landschap  in het Land van Swentibold ten tijde van de mijnsluitingen en de daaropvolgende grootschalige aanleg van wegen en industrieterreinen.

### Industriepark Swentibold
- Het Industriepark Swentibold (IPS) is gelegen te Born, gemeente Sittard-Geleen, ten oosten van de autosnelweg A2 (Maastricht-Eindhoven-Amsterdam) en direct ten zuiden van het NedCar-terrein. Het park is vanaf 2005 ontwikkeld. Het beslaat 230.000 m², waarvan bebouwd: 100.000 m², en is hoofdzakelijk bestemd voor de vestiging van bedrijven ten behoeve van de automotive industrie.

### Land van Zwentibold
Het cultuur-historisch bewustzijn in deze streek komt tot uiting in het sinds 1980 verschijnende Historisch Jaarboek voor het Land van Zwentibold (HJLZ, of ook: HJLvZ), uitgegeven door een gelijknamige stichting. Het werkgebied van de stichting omvatte oorspronkelijk de toenmalige gemeenten Stein, Beek, Geleen, Sittard, Born en Susteren. Nadien zijn ook de gemeenten Schinnen en Selfkant toegevoegd om de koppeling met de Westelijke Mijnstreek en het historisch verwante Duitse grensgebied te completeren.
- Een Probusclub in de Westelijke Mijnstreek is naar het Land van Zwentibold genoemd.[7]